# 1493 a tudományban
Az 1493. év a tudományban és a technikában.

## Események
- március 15. – Kolumbusz Kristóf első amerikai útja után megérkezik Spanyolországba
- november 19. – Kolumbusz Kristóf második útján partraszáll a mai Puerto Rico szigetén
- Megjelenik a Nürnbergi Krónika vagy Schedel-krónika (Liber Chronicarum), „Világkrónika”: a korai könyvnyomdászat egyik leghíresebb, legpompásabb műve.

## Születések
- 1493 körül – Paracelsus svájci orvos, asztrológus, természettudós, alkimista († 1541)